# 호조 쓰나시게
호조 쓰나시게 / 쓰나나리(일본어: 北条 綱成 호조 츠나시게/츠나나리[*] 1515년 ~ 1587년 6월 11일)는 센고쿠 시대의 무장이다. 가와고에 성 전투로 유명하다. 그리고 무용이 뛰어나서 지오 하치만(地黄八幡)이란 별명을 가지고 있다.

## 생애
에이쇼 12년(1515년) 이마가와 씨의 가신 구시마 마사시게의 아들로 태어난다.
다이에이 원년(1521년) 이다가와라 전투에서 패해 마사시게의 일족들이 많이 전사했기 때문에 오다와라(小田原)로 달아나 호조 우지쓰나(北条氏綱)의 보호를 받았다라는 설이 있다. 그리고, 덴분 5년(1536년) 아버지가 이마가와씨 내분(하나쿠라의 난)에 말려 이마가와 요시모토(今川義元)의 이복형 겐코에탄(玄広恵探)을 지지했기 때문에 살해되었다고 한다. 그래서 우지쓰나 밑으로 와 보호를 받았다라는 설도 있다. 이렇게 두 가지 설이 존재한다.
호조 우지쓰나는 쓰나시게가 매우 마음에 들었기에 자신의 딸과 결혼시켜 호조씨 일문으로 맞이한다. 그리고 호조라는 성을 주었다고 한다. 쓰나시게의 쓰나(綱)는 우지쓰나에서 왔고, 시게(成)는 아버지 구시마 마사시게에서 왔다. 이 둘을 합친 것이다. 이것을 보더라도 호조 우지쓰나에게 쓰나시게가 얼마나 높은 평가를 받았었는지 대략 알 수 있다. 호조 우지쓰나는 아들 다메마사의 후견인역을 쓰나시게에게 맡겼다. 덴분 11년(1542년) 다메마사가 죽은 후 다마나와 성(玉縄城)의 성주가 된다.
덴분 6년(1537년)부터 우에스기 가문과의 전투를 비롯 각지를 전전한다. 덴분 10년(1541년) 우지쓰나가 죽어 호조 우지야스(北条氏康)가 가독을 승계했어도 그 신뢰는 변함이 없었다. 덴분 15년(1546년) 가와고에 성 전투에서는 가와고에 성에서 반년 남짓을 견뎌내 호조 군의 대승을 이끌었다. 이 공적으로 가와고에 성의 성주도 겸하게 된다. 이 후에도 사토미 요시타카와의 고노다이 전투, 다케다 신겐(武田信玄)과의 스루가 후카자와 성 전투에서 활약한다.
겐키 2년(1571년) 10월 우지야스가 병으로 죽자 쓰나시게도 가독을 아들 우지시게에 양도하고 은거한다. 그리고 출가를 해 "가즈사뉴도도칸(上総入道道感)"이라고 이름을 바꾼다. 덴쇼 15년(1587년) 5월 6일, 병으로 죽었다. 향년 73세.

## 인물·일화
- 쓰나시게는 젊을 때부터 무용이 뛰어나서, 매일 15일은 반드시 몸을 청결히 해 하치만다이보사쓰(八幡大菩薩)에게 전투의 승리를 기원했다고 한다. 그리고 전투가 시작되면 적갈색으로 물든 사시모노[1]를 꽂고, 항상 호조 군의 선봉을 맡으며 비할 데 없는 무용을 뽐냈다. 그 때문에 지오 하치만(地黄八幡)이라고 불리게 되었다. 근방에서 쓰나시게가 이끄는 부대는 상승군단(常勝軍団)으로 유명했다.
- 소년일 때 평판이 그다지 높지 않았던 호조 우지야스를 대신하여 호조 가문의 당주로 추대하려는 움직임도 있었다고 한다.
- 호조 쓰나시게의 지오 하치만 깃발은 현재 나가노현 나가노시 마쓰시로에 있는 박물관인 사나다 호모쓰간에 현존한다. 이것은 다케다 씨와 후 호조씨가 대립했던 겐키 2년(1571년), 쓰나시게가 수비하고 있던 스루가 후카자와 성을 다케다 신겐에게 넘겨주고 오다와라로 물러갔을 때 성내에 방치되어 있었던 것이다. 신겐은 그 깃발을 가신 사나다 유키타카(真田幸隆)의 아들 사나다 겐지로(사나다 마사테루)에게 주면서 [사에몬다이부의 무용을 닮아라]라고 말했다고 한다.
- 우지야스의 신임도 두터워 우지야스를 대신하여 외교와 군사 전권을 부여받은 적도 있다고 한다.
- 전쟁터에서는 항상 용감무쌍해서 특히 야전에서는 대장의 지위에 있었음에도 불구하고 언제나 선두 서서[이겼다!]라고 외치면서 돌격했다고 한다. 그의 무용은 다케다 군도 두려워 하였고, 스루가 후카자와 성 전투에서는 압도적인 병력차의 다케다 군을 상대로 선전을 펼쳤다.